# Estadio Campos de Sports de Ñuñoa
Het Estadio Campos de Sports de Ñuñoa is een multifunctioneel stadion in Ñuñoa, Santiago, een stad in Chili. Het nationale voetbalelftal van Chili maakte gebruik van dit stadion totdat zij, vanaf de opening van het Estadio Nacional in 1938, in een ander stadion gingen spelen. In het stadion is plaats voor 20.000 toeschouwers. Het stadion werd geopend in 1918 en afgebroken in 1938.
Tijdens de Copa América van 1926 werd gebruik gemaakt van dit stadion. Alle tien de wedstrijden van dat toernooi werden in dit stadion afgewerkt. Behalve voetbal werden er ook andere sportwedstrijden gespeeld, waaronder atletiekwedstrijden. Tweemaal werden de Zuid-Amerikaanse kampioenschappen in dit stadion gespeeld.